# Entwürfe für die Kfz-Kennzeichen in Deutschland
Die Entwürfe für die Kfz-Kennzeichen in Deutschland waren begleitet von einem kontroversen Entscheidungsprozess. Das nach dem Zweiten Weltkrieg angestrebte Finden eines neuen Systems für die Kennzeichnung der Kraftfahrzeuge in der Bundesrepublik Deutschland gestaltete sich schwierig. Der Vergabeprozess wird in der folgenden Liste dargestellt.

## Erster Entwurf 1950
In einem ersten Entwurf bekamen im Jahr 1950 die größeren Zulassungsstellen einen oder zwei Buchstaben als Unterscheidungszeichen zugewiesen. Für die kleineren Verwaltungseinheiten waren Unterscheidungszeichen aus drei Buchstaben vorgesehen. Dem oder den Unterscheidungsbuchstaben sollte eine mehrstellige Zahl vorangestellt werden oder folgen. Auch für die damaligen kreisfreien Städte und Kreise in der DDR wurden Unterscheidungszeichen festgelegt. Da man davon ausging, dass auch die unter polnischer und sowjetischer Verwaltung stehenden ehemaligen preußischen kreisfreien Städte und Kreise wieder zu Deutschland gehören würden, teilte man auch diesen Verwaltungsbezirken Unterscheidungszeichen zu (siehe Ostzonenverzeichnis der deutschen Kfz-Kennzeichen).

## Überarbeitungen des Systems ab 1951
Die den Verwaltungseinheiten zugedachten Buchstaben änderten sich mehrfach. Schließlich wurde entschieden, dass das Unterscheidungszeichen aus einem bis drei Buchstaben besteht, dem ein oder zwei Buchstaben und anschließend eine bis zu vierstellige Zahl folgen.

## Einführung des neuen Systems 1956
Als nach dem Volksaufstand in der DDR am 17. Juni 1953 die Hoffnung auf eine baldige Wiedervereinigung begraben wurde, aber immerhin 1954 die Bundesrepublik Deutschland und Frankreich den Termin der Saarabstimmung auf den 23. Oktober 1955 festlegten – als dessen Folge das Saarland zum 1. Januar 1957 ein vollwertiges Bundesland der Bundesrepublik wurde – entschloss man sich aus dieser Rechtssicherheit heraus (sog. „Kleine Wiedervereinigung“) für die Verwaltungsgebiete in der Bundesrepublik Deutschland die vorgesehenen Kennzeichen nun ab dem 1. Juli 1956 auszugeben. Da ohnehin damit gerechnet wurde, dass die reale Umsetzung mindestens ein halbes Jahr in Anspruch nehmen würde, konnten ab dem 1. Januar 1957 die neuen Kennzeichen auch im Saarland als allein gültige Kennzeichen vergeben werden.
In der Liste werden zwei Vorschläge von 1950 und Ende 1951 sowie die tatsächliche Kennzeichenvergabe 1956 dokumentiert.

## Synopse der Kennzeichenvorschläge für Westdeutschland
Die folgende Liste zeigt die vorgesehenen Kraftfahrzeugkennzeichen nach den Entwürfen von 1950 und 1951 sowie die 1956 tatsächlich zugewiesenen Abkürzungen. Gebiete, für die sich der Vorschlag veränderte, sind farbig hinterlegt.
| Verwaltungsbezirk, ggf. Kreisstadt/Kreishauptort                                      | Vorschlag 1950 | Vorschlag Ende 1951 | zugewiesene Kennzeichen 1956 |
| ------------------------------------------------------------------------------------- | -------------- | ------------------- | ---------------------------- |
| Kreisfreie Stadt und Landkreis Aachen                                                 | AC             | AC                  | AC                           |
| Landkreis Aalen                                                                       | AA             | AA                  | AA                           |
| Landkreis Ahaus                                                                       | AH             | AH                  | AH                           |
| Landkreis Ahrweiler                                                                   | AW             | AW                  | AW                           |
| Landkreis Bad Aibling                                                                 | AIB            | AIB                 | AIB                          |
| Landkreis Aichach                                                                     | AIC            | AIC                 | AIC                          |
| Landkreis Alfeld (Leine)                                                              | ALF            | ALF                 | ALF                          |
| Landkreis Alsfeld                                                                     | ALS            | ALS                 | ALS                          |
| Landkreis Altena                                                                      | AL             | AL                  | AL                           |
| Landkreis Altenkirchen                                                                | AK             | AK                  | AK                           |
| Landkreis Altötting                                                                   | AÖ             | AÖ                  | AÖ                           |
| Landkreis Alzenau in Unterfranken                                                     | ALZ            | ALZ                 | ALZ                          |
| Landkreis Alzey                                                                       | AZ             | AZ                  | AZ                           |
| Kreisfreie Stadt und Landkreis Amberg                                                 | AM             | AM                  | AM                           |
| Kreisfreie Stadt und Landkreis Ansbach                                                | AN             | AN                  | AN                           |
| Landkreis Arnsberg                                                                    | AR             | AR                  | AR                           |
| Kreisfreie Stadt und Landkreis Aschaffenburg                                          | AB             | AB                  | AB                           |
| Landkreis Aschendorf-Hümmling                                                         | ASD            | ASD                 | ASD                          |
| Kreisfreie Stadt und Landkreis Augsburg                                               | A              | A                   | A                            |
| Landkreis Aurich                                                                      | AUR            | AUR                 | AUR                          |
| Landkreis Backnang                                                                    | BCK            | BAK                 | BK                           |
| Stadtkreis Baden-Baden                                                                | BAD            | BAD                 | BAD                          |
| Landkreis Balingen                                                                    | BL             | BL                  | BL                           |
| Kreisfreie Stadt und Landkreis Bamberg                                                | BA             | BA                  | BA                           |
| Kreisfreie Stadt und Landkreis Bayreuth                                               | BT             | BT                  | BT                           |
| Landkreis Beckum                                                                      | BE             | BE                  | BE                           |
| Landkreis Beilngries                                                                  | BEI            | BEI                 | BEI                          |
| Landkreis Berchtesgaden                                                               | BGD            | BGD                 | BGD                          |
| Landkreis Bergheim (Erft)                                                             | BM             | BM                  | BM                           |
| Landkreis Bergzabern                                                                  | BZ             | BZA                 | BZA                          |
| Landkreis Wittgenstein; Kreisverwaltung in Berleburg                                  | BLB            | BLB                 | BLB                          |
| Kreisfreie Stadt Berlin                                                               | B              | B                   | B                            |
| Landkreis Bernkastel                                                                  | BKS            | BKS                 | BKS                          |
| Landkreis Bersenbrück                                                                 | BSB            | BSB                 | BSB                          |
| Landkreis Biberach                                                                    | BH             | BH                  | BC                           |
| Landkreis Biedenkopf                                                                  | BDK            | BID                 | BID                          |
| Kreisfreie Stadt und Landkreis Bielefeld                                              | BI             | BI                  | BI                           |
| Landkreis Bingen                                                                      | BG             | BIN                 | BIN                          |
| Landkreis Birkenfeld                                                                  | BK             | BIR                 | BIR                          |
| Landkreis Bitburg                                                                     | BIT            | BIT                 | BIT                          |
| Landkreis Böblingen                                                                   | BÖ             | BB                  | BB                           |
| Kreisfreie Stadt Bocholt                                                              | BOC            | BOH                 | BOH                          |
| Kreisfreie Stadt Bochum                                                               | BO             | BO                  | BO                           |
| Landkreis Bogen                                                                       | BOG            | BOG                 | BOG                          |
| Kreisfreie Stadt und Landkreis Bonn                                                   | BN             | BN                  | BN                           |
| Landkreis Borken                                                                      | BOR            | BOR                 | BOR                          |
| Kreisfreie Stadt Bottrop                                                              | BOT            | BOT                 | BOT                          |
| Landkreis Wesermarsch; Kreisverwaltung in Brake (Unterweser)/(Oldenburg)              | BRO            | BRA                 | BRA                          |
| Landkreis Blankenburg; Kreisverwaltung in Braunlage                                   | BRL            | BRL                 | BRL                          |
| Kreisfreie Stadt und Landkreis Braunschweig                                           | BS             | BS                  | BS                           |
| Landkreis Bremervörde                                                                 | BRV            | BRV                 | BRV                          |
| Landkreis Brilon                                                                      | BRI            | BRI                 | BRI                          |
| Landkreis Bruchsal                                                                    | BRU            | BRU                 | BR                           |
| Landkreis Brückenau                                                                   | BRK            | BRK                 | BRK                          |
| Landkreis Buchen                                                                      | BCH            | BUN                 | BCH                          |
| Landkreis Büdingen                                                                    | BÜD            | BÜD                 | BÜD                          |
| Landkreis Bühl                                                                        | BÜ             | BÜH                 | BH                           |
| Landkreis Büren                                                                       | BÜR            | BÜR                 | BÜR                          |
| Landkreis Burgdorf                                                                    | BD             | BU                  | BU                           |
| Landkreis Burglengenfeld                                                              | BGL            | BUL                 | BUL                          |
| Landkreis Steinfurt; Kreisverwaltung in Burgsteinfurt                                 | BF             | BF                  | BF                           |
| Landkreis Calw                                                                        | CW             | CW                  | CW                           |
| Kreisfreie Stadt Castrop-Rauxel                                                       | CAS            | CAS                 | CAS                          |
| Kreisfreie Stadt und Landkreis Celle                                                  | CE             | CE                  | CE                           |
| Landkreis Cham                                                                        | CHA            | CHA                 | CHA                          |
| Landkreis Zellerfeld; Kreisverwaltung in Clausthal-Zellerfeld                         | CLZ            | CLZ                 | CLZ                          |
| Landkreis Cloppenburg                                                                 | CLP            | CLP                 | CLP                          |
| Kreisfreie Stadt und Landkreis Coburg                                                 | CO             | CO                  | CO                           |
| Landkreis Cochem                                                                      | CC             | COC                 | COC                          |
| Landkreis Coesfeld                                                                    | CF             | COE                 | COE                          |
| Landkreis Crailsheim                                                                  | CR             | CR                  | CR                           |
| Kreisfreie Stadt Cuxhaven                                                             | CUX            | CUX                 | CUX                          |
| Landkreis Dachau                                                                      | DC             | DAH                 | DAH                          |
| Landkreis Dannenberg/Lüchow-Dannenberg                                                | DAN            | DAN                 | DAN                          |
| Kreisfreie Stadt und Landkreis Darmstadt                                              | DA             | DA                  | DA                           |
| Landkreis Daun                                                                        | DN             | DAU                 | DAU                          |
| Kreisfreie Stadt und Landkreis Deggendorf                                             | DD             | DEG                 | DEG                          |
| Kreisfreie Stadt Delmenhorst                                                          | DEL            | DEL                 | DEL                          |
| Landkreis Detmold                                                                     | DT             | DT                  | DT                           |
| Landkreis Dieburg                                                                     | DI             | DIB                 | DI                           |
| Landkreis Grafschaft Diepholz; Kreisverwaltung in Diepholz                            | DH             | DH                  | DH                           |
| Unterlahnkreis; Kreisverwaltung in Diez                                               | DZ             | DIZ                 | DIZ                          |
| Dillkreis; Kreisverwaltung in Dillenburg                                              | DL             | DIL                 | DIL                          |
| Kreisfreie Stadt Dillingen an der Donau und Landkreis Dillingen an der Donau          | DLG            | DLG                 | DLG                          |
| Landkreis Dingolfing                                                                  | DGF            | DGF                 | DGF                          |
| Landkreis Dinkelsbühl                                                                 | DKB            | DKB                 | DKB                          |
| Landkreis Dinslaken                                                                   | DIN            | DIN                 | DIN                          |
| Landkreis Donaueschingen                                                              | DOE            | DOE                 | DS                           |
| Landkreis Donauwörth                                                                  | DON            | DON                 | DON                          |
| Kreisfreie Stadt Dortmund                                                             | DO             | DO                  | DO                           |
| Landkreis Duderstadt                                                                  | DUD            | DUD                 | DUD                          |
| Kreisfreie Stadt Duisburg                                                             | DS             | DU                  | DU                           |
| Landkreis Düren                                                                       | DÜ             | DN                  | DN                           |
| Kreisfreie Stadt Düsseldorf und Landkreis Düsseldorf-Mettmann                         | D              | D                   | D                            |
| Landkreis Ebermannstadt                                                               | EBS            | EBS                 | EBS                          |
| Landkreis Ebern                                                                       | EBN            | EBN                 | EBN                          |
| Landkreis Ebersberg                                                                   | EBG            | EBE                 | EBE                          |
| Kreis Eckernförde                                                                     | ECK            | ECK                 | ECK                          |
| Landkreis Eggenfelden                                                                 | EG             | EGG                 | EG                           |
| Landkreis Ehingen                                                                     | EHI            | EHI                 | EHI                          |
| Kreisfreie Stadt und Landkreis Eichstätt                                              | EI             | EIH                 | EIH                          |
| Landkreis Einbeck                                                                     | EIN            | EIN                 | EIN                          |
| Kreisfreie Stadt Emden                                                                | EMD            | EMD                 | EMD                          |
| Landkreis Emmendingen                                                                 | EM             | EM                  | EM                           |
| Landkreis Erbach                                                                      | EB             | ERB                 | ERB                          |
| Landkreis Erding                                                                      | ED             | ERD                 | ED                           |
| Landkreis Erkelenz                                                                    | ERK            | ERK                 | ERK                          |
| Kreisfreie Stadt und Landkreis Erlangen                                               | EL             | ER                  | ER                           |
| Landkreis Eschenbach in der Oberpfalz                                                 | ESC            | ESB                 | ESB                          |
| Landkreis Eschwege                                                                    | ESW            | ESW                 | ESW                          |
| Kreisfreie Stadt Essen                                                                | E              | E                   | E                            |
| Landkreis Esslingen                                                                   | ES             | ES                  | ES                           |
| Landkreis Euskirchen                                                                  | EU             | EU                  | EU                           |
| Kreis Eutin                                                                           | EUT            | EUT                 | EUT                          |
| Landkreis Fallingbostel                                                               | FLB            | FLB                 | FAL                          |
| Landkreis Feuchtwangen                                                                | FEU            | FEU                 | FEU                          |
| Kreisfreie Stadt Flensburg und Kreis Flensburg-Land                                   | FL             | FL                  | FL                           |
| Kreisfreie Stadt und Landkreis Forchheim                                              | FO             | FO                  | FO                           |
| Landkreis Frankenberg                                                                 | FKB            | FKB                 | FKB                          |
| Kreisfreie Stadt und Landkreis Frankenthal (Pfalz)                                    | FT             | FT                  | FT                           |
| Kreisfreie Stadt Frankfurt am Main                                                    | F              | F                   | F                            |
| Main-Taunus-Kreis in Frankfurt-Höchst                                                 | FH             | FH                  | FH                           |
| Stadt- und Landkreis Freiburg                                                         | FR             | FR                  | FR                           |
| Kreisfreie Stadt und Landkreis Freising                                               | FG             | FRS                 | FS                           |
| Landkreis Freudenstadt                                                                | FDS            | FDS                 | FDS                          |
| Landkreis Friedberg (Bayern)                                                          | FDB            | FDB                 | FDB                          |
| Landkreis Friedberg (Hessen)                                                          | FB             | FB                  | FB                           |
| Landkreis Fritzlar-Homberg                                                            | FRI            | FRI                 | FZ                           |
| Kreisfreie Stadt und Landkreis Fulda                                                  | FD             | FD                  | FD                           |
| Landkreis Fürstenfeldbruck                                                            | FFB            | FFB                 | FFB                          |
| Kreisfreie Stadt und Landkreis Fürth                                                  | FÜ             | FÜ                  | FÜ                           |
| Landkreis Füssen                                                                      | FÜS            | FÜS                 | FÜS                          |
| Landkreis Gandersheim                                                                 | GAN            | GAN                 | GAN                          |
| Landkreis Garmisch-Partenkirchen                                                      | GAP            | GAP                 | GAP                          |
| Selfkantkreis Geilenkirchen-Heinsberg; Kreisverwaltung in Geilenkirchen               | GEI            | GEI                 | GK                           |
| Landkreis Geldern                                                                     | GEL            | GEL                 | GEL                          |
| Landkreis Gelnhausen                                                                  | GN             | GN                  | GN                           |
| Kreisfreie Stadt Gelsenkirchen                                                        | G              | GE                  | GE                           |
| Landkreis Gemünden am Main                                                            | GEM            | GEM                 | GEM                          |
| Landkreis Germersheim                                                                 | GH             | GER                 | GER                          |
| Landkreis Gerolzhofen                                                                 | GZ             | GEO                 | GEO                          |
| Kreisfreie Stadt und Landkreis Gießen                                                 | GI             | GI                  | GI                           |
| Landkreis Gifhorn                                                                     | GF             | GF                  | GF                           |
| Rheinisch-Bergischer Kreis; Kreisverwaltung in Bergisch Gladbach                      | GB             | GL                  | GL                           |
| Kreisfreie Stadt Gladbeck                                                             | GLA            | GLA                 | GLA                          |
| Landkreis Schwäbisch Gmünd                                                            | GD             | GD                  | GD                           |
| Landkreis Sankt Goar                                                                  | SGO            | GOA                 | GOA                          |
| Landkreis Sankt Goarshausen                                                           | SGH            | GOH                 | GOH                          |
| Landkreis Göppingen                                                                   | GP             | GP                  | GP                           |
| Kreisfreie Stadt und Landkreis Goslar                                                 | GS             | GS                  | GS                           |
| Kreisfreie Stadt und Landkreis Göttingen                                              | GÖ             | GÖ                  | GÖ                           |
| Landkreis Grafenau                                                                    | GRA            | GRA                 | GRA                          |
| Landkreis Grevenbroich                                                                | NE             | NE                  | GV                           |
| Landkreis Griesbach im Rottal                                                         | GR             | GRI                 | GRI                          |
| Landkreis Groß-Gerau                                                                  | GG             | GG                  | GG                           |
| Oberbergischer Kreis; Kreisverwaltung in Gummersbach                                  | GM             | GM                  | GM                           |
| Kreisfreie Stadt und Landkreis Günzburg                                               | GÜ             | GZ                  | GZ                           |
| Landkreis Gunzenhausen                                                                | GZH            | GUN                 | GUN                          |
| Kreisfreie Stadt Hagen                                                                | HN             | HA                  | HA                           |
| Landkreis Halle (Westf.)                                                              | HW             | HW                  | HW                           |
| Kreisfreie Stadt Hameln und Landkreis Hameln-Pyrmont                                  | HM             | HM                  | HM                           |
| Kreisfreie Stadt Hamm                                                                 | HAM            | HAM                 | HAM                          |
| Landkreis Hammelburg                                                                  | HMB            | HAB                 | HAB                          |
| Kreisfreie Stadt und Landkreis Hanau                                                  | HU             | HU                  | HU                           |
| Kreisfreie Stadt und Landkreis Hannover                                               | HA             | H                   | H                            |
| Landkreis Münden; Kreisverwaltung in Hannoversch Münden                               | HMÜ            | HMÜ                 | HMÜ                          |
| Hansestadt Bremen und Bremerhaven                                                     | HB             | HB                  | HB                           |
| Hansestadt Hamburg                                                                    | HH             | HH                  | HH                           |
| Hansestadt Lübeck                                                                     | LK             | HL                  | HL                           |
| Landkreis Haßfurt                                                                     | HAS            | HAS                 | HAS                          |
| Landkreis Hechingen                                                                   | HEC            | HEN                 | HCH                          |
| Kreis Norderdithmarschen; Kreisverwaltung in Heide (Holstein)                         | HEI            | HEI                 | HEI                          |
| Stadt- und Landkreis Heidelberg                                                       | HD             | HD                  | HD                           |
| Landkreis Heidenheim                                                                  | HDH            | HDH                 | HDH                          |
| Stadt- und Landkreis Heilbronn                                                        | HL             | HN                  | HN                           |
| Landkreis Helmstedt                                                                   | HE             | HE                  | HE                           |
| Landkreis Bergstraße; Kreisverwaltung in Heppenheim (Bergstraße)                      | HP             | HP                  | HP                           |
| Kreisfreie Stadt und Landkreis Herford                                                | HF             | HF                  | HF                           |
| Kreisfreie Stadt Herne                                                                | HER            | HER                 | HER                          |
| Landkreis Hersbruck                                                                   | HSB            | HEB                 | HEB                          |
| Landkreis Hersfeld                                                                    | HSF            | HEF                 | HEF                          |
| Kreisfreie Stadt Hildesheim und Landkreis Hildesheim-Marienburg                       | HI             | HI                  | HI                           |
| Landkreis Hilpoltstein                                                                | HPS            | HIP                 | HIP                          |
| Landkreis Höchstadt an der Aisch                                                      | HÖS            | HÖS                 | HÖS                          |
| Kreisfreie Stadt und Landkreis Hof                                                    | HO             | HO                  | HO                           |
| Landkreis Hofgeismar                                                                  | HGM            | HOG                 | HOG                          |
| Landkreis Hofheim in Unterfranken                                                     | HFM            | HOH                 | HOH                          |
| Landkreis Holzminden                                                                  | HZM            | HOL                 | HOL                          |
| Obertaunuskreis; Kreisverwaltung in Bad Homburg vor der Höhe                          | HG             | HG                  | HG                           |
| Landkreis Horb                                                                        | HOR            | HOR                 | HOR                          |
| Landkreis Höxter                                                                      | HX             | HX                  | HX                           |
| Landkreis Hünfeld                                                                     | HÜN            | HÜN                 | HÜN                          |
| Kreis Husum                                                                           | HUS            | HUS                 | HUS                          |
| Landkreis Illertissen                                                                 | ILL            | ILL                 | ILL                          |
| Kreisfreie Stadt und Landkreis Ingolstadt                                             | IN             | IN                  | IN                           |
| Kreisfreie Stadt und Landkreis Iserlohn                                               | IS             | IS                  | IS                           |
| Kreis Steinburg; Kreisverwaltung in Itzehoe                                           | IZ             | IZ                  | IZ                           |
| Landkreis Friesland; Kreisverwaltung in Jever                                         | JEV            | JEV                 | JEV                          |
| Landkreis Jülich                                                                      | JÜL            | JÜL                 | JÜL                          |
| Kreisfreie Stadt und Landkreis Kaiserslautern                                         | KL             | KL                  | KL                           |
| Stadt- und Landkreis Karlsruhe                                                        | KA             | KA                  | KA                           |
| Landkreis Karlstadt                                                                   | KST            | KAR                 | KAR                          |
| Kreisfreie Stadt und Landkreis Kassel                                                 | KS             | KS                  | KS                           |
| Kreisfreie Stadt und Landkreis Kaufbeuren                                             | KF             | KF                  | KF                           |
| Landkreis Kehl                                                                        | KEL            | KEL                 | KEL                          |
| Landkreis Kelheim                                                                     | KEH            | KEH                 | KEH                          |
| Landkreis Kemnath                                                                     | KMN            | KEM                 | KEM                          |
| Landkreis Kempen-Krefeld                                                              | KR             | KR                  | KK                           |
| Kreisfreie Stadt und Landkreis Kempten (Allgäu)                                       | KP             | KE                  | KE                           |
| Kreisfreie Stadt Kiel                                                                 | KI             | KI                  | KI                           |
| Landkreis Kirchheimbolanden                                                           | KH             | KIB                 | KIB                          |
| Kreisfreie Stadt und Landkreis Bad Kissingen                                          | KG             | KG                  | KG                           |
| Kreisfreie Stadt und Landkreis Kitzingen                                              | KT             | KT                  | KT                           |
| Landkreis Kleve                                                                       | KLE            | KLE                 | KLE                          |
| Kreisfreie Stadt und Landkreis Koblenz                                                | KO             | KO                  | KO                           |
| Kreisfreie Stadt und Landkreis Köln                                                   | K              | K                   | K                            |
| Landkreis Königshofen im Grabfeld                                                     | KGH            | KÖN                 | KÖN                          |
| Stadt- und Landkreis Konstanz                                                         | KZ             | KN                  | KN                           |
| Landkreis Kötzting                                                                    | KTZ            | KÖZ                 | KÖZ                          |
| Kreisfreie Stadt und Landkreis Krefeld                                                | KR             | KR                  | KR                           |
| Landkreis Kreuznach                                                                   | KN             | KH                  | KH                           |
| Landkreis Kronach                                                                     | KRO            | KRO                 | KC                           |
| Landkreis Krumbach                                                                    | KRU            | KRU                 | KRU                          |
| Kreisfreie Stadt und Landkreis Kulmbach                                               | KB             | KU                  | KU                           |
| Landkreis Künzelsau                                                                   | KÜN            | KÜN                 | KÜN                          |
| Landkreis Kusel                                                                       | KU             | KUS                 | KUS                          |
| Landkreis Lahr                                                                        | LR             | LAR                 | LR                           |
| Landkreis Landau an der Isar                                                          | LAN            | LAN                 | LAN                          |
| Kreisfreie Stadt und Landkreis Landau in der Pfalz                                    | LD             | LD                  | LD                           |
| Kreisfreie Stadt und Landkreis Landsberg am Lech                                      | LL             | LL                  | LL                           |
| Kreisfreie Stadt und Landkreis Landshut                                               | LA             | LA                  | LA                           |
| Landkreis Lauf an der Pegnitz                                                         | LAF            | LAU                 | LAU                          |
| Landkreis Laufen                                                                      | LF             | LF                  | LF                           |
| Landkreis Lauterbach                                                                  | LTB            | LAT                 | LAT                          |
| Landkreis Leer                                                                        | LEE            | LER                 | LER                          |
| Landkreis Lemgo                                                                       | LM             | LE                  | LE                           |
| Landkreis Leonberg                                                                    | LEO            | LEO                 | LEO                          |
| Kreisfreie Stadt Leverkusen                                                           | -              | -                   | LEV                          |
| Landkreis Lichtenfels                                                                 | LIC            | LIF                 | LIF                          |
| Landkreis Limburg                                                                     | LIM            | LIM                 | LM                           |
| Kreisfreie Stadt und Landkreis Lindau (Bodensee)                                      | LI             | LI                  | LI                           |
| Landkreis Lingen                                                                      | LGN            | LIN                 | LIN                          |
| Landkreis Lippstadt                                                                   | LP             | LP                  | LP                           |
| Landkreis Lohr am Main                                                                | LOH            | LOH                 | LOH                          |
| Landkreis Lörrach                                                                     | LÖ             | LÖ                  | LÖ                           |
| Landkreis Lübbecke                                                                    | LB             | LK                  | LK                           |
| Kreisfreie Stadt Lüdenscheid                                                          | LÜD            | LÜD                 | LÜD                          |
| Landkreis Lüdinghausen                                                                | LH             | LH                  | LH                           |
| Landkreis Ludwigsburg                                                                 | LW             | LB                  | LB                           |
| Kreisfreie Stadt Ludwigshafen am Rhein und Landkreis Ludwigshafen                     | LU             | LU                  | LU                           |
| Kreisfreie Stadt und Landkreis Lüneburg                                               | LG             | LG                  | LG                           |
| Kreisfreie Stadt Lünen                                                                | LÜN            | LÜN                 | LÜN                          |
| Landkreis Mainburg                                                                    | MAI            | MAI                 | MAI                          |
| Kreisfreie Stadt und Landkreis Mainz                                                  | MZ             | MZ                  | MZ                           |
| Landkreis Mallersdorf                                                                 | MAL            | MAL                 | MAL                          |
| Stadt- und Landkreis Mannheim                                                         | MA             | MA                  | MA                           |
| Kreisfreie Stadt und Landkreis Marburg                                                | MG             | MR                  | MR                           |
| Landkreis Marktheidenfeld                                                             | MHF            | MAR                 | MAR                          |
| Landkreis Marktoberdorf                                                               | MO             | MOD                 | MOD                          |
| Kreisfreie Stadt Marktredwitz                                                         | MRW            | MAK                 | MAK                          |
| Landkreis Mayen                                                                       | MY             | MY                  | MY                           |
| Landkreis Süderdithmarschen, Kreisverwaltung in Meldorf                               | MED            | MED                 | MED                          |
| Landkreis Melle                                                                       | MEL            | MEL                 | MEL                          |
| Landkreis Mellrichstadt                                                               | MST            | MET                 | MET                          |
| Landkreis Melsungen                                                                   | MSG            | MEG                 | MEG                          |
| Kreisfreie Stadt und Landkreis Memmingen                                              | MM             | MM                  | MM                           |
| Landkreis Meppen                                                                      | MEP            | MEP                 | MEP                          |
| Landkreis Mergentheim                                                                 | MGH            | MEH                 | MGH                          |
| Landkreis Meschede                                                                    | MES            | MES                 | MES                          |
| Landkreis Miesbach                                                                    | MB             | MB                  | MB                           |
| Landkreis Miltenberg                                                                  | MTB            | MIL                 | MIL                          |
| Landkreis Mindelheim                                                                  | MN             | MN                  | MN                           |
| Landkreis Minden                                                                      | MI             | MI                  | MI                           |
| Landkreis Moers                                                                       | MR             | MÖ                  | MO                           |
| Kreisfreie Stadt Mönchengladbach                                                      | GL             | MG                  | MG                           |
| Landkreis Monschau                                                                    | MON            | MON                 | MON                          |
| Unterwesterwaldkreis; Kreisverwaltung in Montabaur                                    | MT             | MT                  | MT                           |
| Landkreis Mosbach                                                                     | MOS            | MOS                 | MOS                          |
| Landkreis Mühldorf am Inn                                                             | MDF            | MÜF                 | MÜ                           |
| Kreisfreie Stadt Mülheim an der Ruhr                                                  | MH             | MH                  | MH                           |
| Landkreis Müllheim                                                                    | MÜL            | MÜL                 | MÜL                          |
| Landkreis Münchberg                                                                   | MCB            | MÜB                 | MÜB                          |
| Kreisfreie Stadt und Landkreis München                                                | M              | M                   | M                            |
| Landkreis Münsingen                                                                   | MSI            | MÜN                 | MÜN                          |
| Kreisfreie Stadt und Landkreis Münster                                                | MS             | MS                  | MS                           |
| Landkreis Nabburg                                                                     | NAB            | NAB                 | NAB                          |
| Landkreis Naila                                                                       | NAI            | NAI                 | NAI                          |
| Kreisfreie Stadt und Landkreis Neuburg an der Donau                                   | ND             | ND                  | ND                           |
| Kreisfreie Stadt und Landkreis Neumarkt in der Oberpfalz                              | NM             | NM                  | NM                           |
| Kreisfreie Stadt Neumünster                                                           | NMS            | NUM                 | NMS                          |
| Landkreis Neunburg vorm Wald                                                          | NBW            | NEN                 | NEN                          |
| Kreisfreie Stadt Neuß                                                                 | NE             | NE                  | NE                           |
| Landkreis Neustadt                                                                    | NST            | NEU                 | NEU                          |
| Landkreis Neustadt am Rübenberge                                                      | NRÜ            | NRÜ                 | NRÜ                          |
| Landkreis Neustadt an der Aisch                                                       | NSA            | NEA                 | NEA                          |
| Kreisfreie Stadt und Landkreis Neustadt an der Haardt                                 | NH             | NH                  | NH                           |
| Landkreis Bad Neustadt an der Saale                                                   | NSS            | NES                 | NES                          |
| Landkreis Neustadt an der Waldnaab                                                    | NSW            | NEW                 | NEW                          |
| Kreisfreie Stadt Neustadt bei Coburg                                                  | NSC            | NEC                 | NEC                          |
| Kreisfreie Stadt und Landkreis Neu-Ulm                                                | NU             | NU                  | NU                           |
| Landkreis Neuwied                                                                     | NW             | NW                  | NW                           |
| Kreis Südtondern; Kreisverwaltung in Niebüll                                          | NBÜ            | NIB                 | NIB                          |
| Landkreis Nienburg                                                                    | NI             | NI                  | NI                           |
| Landkreis Norden                                                                      | NOR            | NOR                 | NOR                          |
| Landkreis Grafschaft Bentheim; Kreisverwaltung in Nordhorn                            | NHN            | NOH                 | NOH                          |
| Kreisfreie Stadt und Landkreis Nördlingen                                             | NÖ             | NÖ                  | NÖ                           |
| Landkreis Northeim                                                                    | NTH            | NOM                 | NOM                          |
| Kreisfreie Stadt und Landkreis Nürnberg                                               | N              | N                   | N                            |
| Landkreis Nürtingen                                                                   | NT             | NT                  | NT                           |
| Kreisfreie Stadt Oberhausen                                                           | O              | OB                  | OB                           |
| Landkreis Obernburg                                                                   | OBB            | OBB                 | OBB                          |
| Landkreis Oberviechtach                                                               | OVT            | OVI                 | OVI                          |
| Landkreis Ochsenfurt                                                                  | OCH            | OCH                 | OCH                          |
| Kreisfreie Stadt Offenbach am Main und Landkreis Offenbach                            | OF             | OF                  | OF                           |
| Landkreis Offenburg                                                                   | OG             | OG                  | OG                           |
| Landkreis Öhringen                                                                    | ÖH             | ÖHR                 | ÖHR                          |
| Kreisfreie Stadt Oldenburg (Oldenburg) und Landkreis Oldenburg                        | OL             | OL                  | OL                           |
| Kreis Oldenburg in Holstein                                                           | OLH            | OLO                 | OLD                          |
| Kreis Stormarn, Kreisverwaltung in Bad Oldesloe                                       | OD             | OD                  | OD                           |
| Landkreis Olpe                                                                        | OE             | OE                  | OE                           |
| Rhein-Wupper-Kreis; Kreisverwaltung in Opladen                                        | OP             | OP                  | OP                           |
| Kreisfreie Stadt und Landkreis Osnabrück                                              | OS             | OS                  | OS                           |
| Landkreis Osterholz                                                                   | OHZ            | OHO                 | OHZ                          |
| Landkreis Osterode am Harz                                                            | OST            | OST                 | OHA                          |
| Landkreis Land Hadeln; Kreisverwaltung in Otterndorf                                  | OTT            | OTT                 | OTT                          |
| Landkreis Paderborn                                                                   | PB             | PB                  | PB                           |
| Landkreis Parsberg                                                                    | PAR            | PAR                 | PAR                          |
| Kreisfreie Stadt und Landkreis Passau                                                 | PA             | PA                  | PA                           |
| Landkreis Pegnitz                                                                     | PEG            | PEG                 | PEG                          |
| Landkreis Peine                                                                       | PE             | PE                  | PE                           |
| Landkreis Pfaffenhofen an der Ilm                                                     | PH             | PAF                 | PAF                          |
| Landkreis Pfarrkirchen                                                                | PK             | PAN                 | PAN                          |
| Kreisfreie Stadt und Landkreis Pforzheim                                              | PF             | PF                  | PF                           |
| Kreis Pinneberg                                                                       | PI             | PI                  | PI                           |
| Kreisfreie Stadt und Landkreis Pirmasens                                              | PS             | PS                  | PS                           |
| Kreis Plön                                                                            | PLÖ            | PLÖ                 | PLÖ                          |
| Landkreis Prüm                                                                        | PÜ             | PRÜ                 | PRÜ                          |
| Landkreis Rastatt                                                                     | RA             | RA                  | RA                           |
| Kreis Herzogtum Lauenburg; Kreisverwaltung in Ratzeburg                               | RZ             | RZ                  | RZ                           |
| Landkreis Ravensburg                                                                  | RV             | RV                  | RV                           |
| Kreisfreie Stadt und Landkreis Recklinghausen                                         | RK             | RE                  | RE                           |
| Landkreis Regen                                                                       | RGN            | REG                 | REG                          |
| Kreisfreie Stadt und Landkreis Regensburg                                             | R              | R                   | R                            |
| Landkreis Rehau                                                                       | REH            | REH                 | REH                          |
| Kreisfreie Stadt Bad Reichenhall                                                      | RCH            | REI                 | REI                          |
| Kreisfreie Stadt Remscheid                                                            | RS             | RS                  | RS                           |
| Kreis Rendsburg                                                                       | RD             | RD                  | RD                           |
| Landkreis Reutlingen                                                                  | RL             | RU                  | RT                           |
| Kreisfreie Stadt Rheydt                                                               | RY             | RY                  | RY                           |
| Landkreis Riedenburg                                                                  | RIE            | RID                 | RID                          |
| Landkreis Grafschaft Schaumburg; Kreisverwaltung in Rinteln                           | RT             | RI                  | RI                           |
| Landkreis Rockenhausen                                                                | RN             | ROK                 | ROK                          |
| Landkreis Roding                                                                      | ROD            | ROD                 | ROD                          |
| Kreisfreie Stadt und Landkreis Rosenheim                                              | RH             | RO                  | RO                           |
| Landkreis Rotenburg (Fulda)                                                           | ROF            | ROF                 | ROF                          |
| Landkreis Rotenburg in Hannover                                                       | ROH            | ROH                 | ROH                          |
| Kreisfreie Stadt und Landkreis Rothenburg ob der Tauber                               | RO             | ROT                 | ROT                          |
| Landkreis Rottenburg an der Laaber                                                    | ROL            | ROL                 | ROL                          |
| Landkreis Rottweil                                                                    | RW             | RW                  | RW                           |
| Rheingaukreis; Kreisverwaltung in Rüdesheim am Rhein                                  | RÜD            | RÜD                 | RÜD                          |
| Landkreis Saarburg                                                                    | SAB            | SAB                 | SAB                          |
| Landkreis Säckingen                                                                   | SÄC            | SÄK                 | SÄK                          |
| Kreisfreie Stadt Watenstedt-Salzgitter/Salzgitter; Verwaltung im Stadtteil Lebenstedt | LST            | LES                 | SZ                           |
| Landkreis Saulgau                                                                     | SGA            | SUG                 | SLG                          |
| Landkreis Scheinfeld                                                                  | SFD            | SEF                 | SEF                          |
| Landkreis Schleiden                                                                   | SLD            | SLE                 | SLE                          |
| Kreis Schleswig                                                                       | SC             | SC                  | SL                           |
| Landkreis Schlüchtern                                                                 | SLÜ            | SLÜ                 | SLÜ                          |
| Landkreis Schongau                                                                    | SOG            | SOG                 | SOG                          |
| Landkreis Schrobenhausen                                                              | SBH            | SOB                 | SOB                          |
| Kreisfreie Stadt und Landkreis Schwabach                                              | SW             | SW                  | SC                           |
| Landkreis Schwäbisch Hall                                                             | SHA            | SHA                 | SHA                          |
| Landkreis Schwabmünchen                                                               | SMÜ            | SMÜ                 | SMÜ                          |
| Untertaunuskreis; Kreisverwaltung in Bad Schwalbach                                   | SWA            | SWA                 | SWA                          |
| Kreisfreie Stadt Schwandorf                                                           | SWD            | SAD                 | SAD                          |
| Kreisfreie Stadt und Landkreis Schweinfurt                                            | SF             | SF                  | SW                           |
| Ennepe-Ruhr-Kreis; Kreisverwaltung in Schwelm                                         | SM             | SM                  | EN                           |
| Kreis Segeberg                                                                        | SE             | SE                  | SE                           |
| Kreisfreie Stadt Selb                                                                 | SEL            | SEL                 | SEL                          |
| Siegkreis; Kreisverwaltung in Siegburg                                                | SB             | SB                  | SU                           |
| Kreisfreie Stadt und Landkreis Siegen                                                 | SI             | SI                  | SI                           |
| Landkreis Sigmaringen                                                                 | SGM            | SIG                 | SIG                          |
| Landkreis Simmern                                                                     | SIM            | SIM                 | SIM                          |
| Landkreis Sinsheim                                                                    | SIN            | SIN                 | SNH                          |
| Landkreis Soest                                                                       | SO             | SO                  | SO                           |
| Kreisfreie Stadt Solingen                                                             | SL             | SL                  | SG                           |
| Landkreis Soltau                                                                      | SOL            | SOL                 | SOL                          |
| Landkreis Sonthofen                                                                   | SH             | SHO                 | SF                           |
| Kreisfreie Stadt und Landkreis Speyer                                                 | SP             | SP                  | SP                           |
| Landkreis Springe                                                                     | SPR            | SPR                 | SPR                          |
| Landkreis Schaumburg-Lippe; Kreisverwaltung in Stadthagen                             | STH            | STH                 | STH                          |
| Landkreis Stade                                                                       | SD             | ST                  | ST (SD)                      |
| Landkreis Stadtsteinach                                                               | SST            | SAN                 | SAN                          |
| Landkreis Staffelstein                                                                | SFS            | STE                 | STE                          |
| Landkreis Starnberg                                                                   | STB            | STA                 | STA                          |
| Landkreis Stockach                                                                    | STO            | STO                 | STO                          |
| Kreisfreie Stadt und Landkreis Straubing                                              | SG             | SG                  | SR                           |
| Kreisfreie Stadt Stuttgart                                                            | S              | S                   | S                            |
| Landkreis Sulzbach-Rosenberg                                                          | SZB            | SUL                 | SUL                          |
| Landkreis Grafschaft Hoya; Kreisverwaltung in Syke                                    | SY             | SY                  | SY                           |
| Landkreis Tauberbischofsheim                                                          | TB             | TA                  | TBB                          |
| Landkreis Tecklenburg                                                                 | TK             | TE                  | TE                           |
| Landkreis Tettnang                                                                    | TN             | TT                  | TT                           |
| Landkreis Tirschenreuth                                                               | TIR            | TIR                 | TIR                          |
| Landkreis Bad Tölz                                                                    | TÖL            | TÖL                 | TÖL                          |
| Kreis Eiderstedt; Kreisverwaltung in Tönning                                          | TÖN            | TÖN                 | TÖN                          |
| Kreisfreie Stadt und Landkreis Traunstein                                             | TS             | TS                  | TS                           |
| Kreisfreie Stadt und Landkreis Trier                                                  | T              | TR                  | TR                           |
| Landkreis Tübingen                                                                    | TÜ             | TÜ                  | TÜ                           |
| Landkreis Tuttlingen                                                                  | TUT            | TUT                 | TUT                          |
| Landkreis Überlingen                                                                  | ÜB             | ÜB                  | ÜB                           |
| Landkreis Uelzen                                                                      | UE             | UE                  | UE                           |
| Landkreis Uffenheim                                                                   | UFH            | UFF                 | UFF                          |
| Stadt- und Landkreis Ulm                                                              | UL             | UL                  | UL                           |
| Landkreis Unna                                                                        | UN             | UN                  | UN                           |
| Landkreis Usingen                                                                     | USI            | USI                 | USI                          |
| Landkreis Vaihingen                                                                   | VGN            | VAI                 | VAI                          |
| Landkreis Vechta                                                                      | VEC            | VEH                 | VEC                          |
| Landkreis Verden                                                                      | VER            | VER                 | VER                          |
| Landkreis Viechtach                                                                   | VIT            | VIT                 | VIT                          |
| Kreisfreie Stadt Viersen                                                              | VIE            | VIE                 | VIE                          |
| Landkreis Villingen                                                                   | VIL            | VIL                 | VL                           |
| Landkreis Vilsbiburg                                                                  | VBB            | VIB                 | VIB                          |
| Landkreis Vilshofen                                                                   | VHF            | VOF                 | VOF                          |
| Landkreis Vohenstrauß                                                                 | VST            | VOH                 | VOH                          |
| Landkreis Waiblingen                                                                  | WN             | WN                  | WN                           |
| Landkreis Waldeck, Kreisverwaltung in Korbach                                         | WK             | WA                  | WA                           |
| Landkreis Waldmünchen                                                                 | WMÜ            | WÜM                 | WÜM                          |
| Landkreis Waldshut                                                                    | WT             | WH                  | WT                           |
| Landkreis Wangen                                                                      | WG             | WG                  | WG                           |
| Kreisfreie Stadt Wanne-Eickel                                                         | WAN            | WAN                 | WAN                          |
| Landkreis Warburg                                                                     | WBG            | WAR                 | WAR                          |
| Landkreis Warendorf                                                                   | WR             | WAF                 | WAF                          |
| Landkreis Wasserburg                                                                  | WS             | WAS                 | WS                           |
| Kreisfreie Stadt Wattenscheid                                                         | WAT            | WAT                 | WAT                          |
| Landkreis Wegscheid                                                                   | WGS            | WEG                 | WEG                          |
| Kreisfreie Stadt Weiden in der Oberpfalz                                              | WDN            | WEN                 | WEN                          |
| Oberlahnkreis; Kreisverwaltung in Weilburg                                            | WLB            | WEL                 | WEL                          |
| Landkreis Weilheim                                                                    | WLH            | WEI                 | WM                           |
| Kreisfreie Stadt und Landkreis Weißenburg in Bayern                                   | WSB            | WUG                 | WUG                          |
| Landkreis Wertingen                                                                   | WTI            | WER                 | WER                          |
| Landkreis Rees; Kreisverwaltung in Wesel                                              | WES            | WES                 | WES                          |
| Landkreis Wesermünde                                                                  | WSM            | WEM                 | WEM                          |
| Oberwesterwaldkreis; Kreisverwaltung in Westerburg                                    | WB             | WEB                 | WEB                          |
| Landkreis Ammerland; Kreisverwaltung in Westerstede                                   | WST            | WET                 | WST                          |
| Landkreis Wetzlar                                                                     | WZ             | WZ                  | WZ                           |
| Landkreis Wiedenbrück                                                                 | WD             | WD                  | WD                           |
| Kreisfreie Stadt Wiesbaden                                                            | WI             | WI                  | WI                           |
| Kreisfreie Stadt Wilhelmshaven                                                        | WHV            | WHV                 | WHV                          |
| Landkreis Harburg; Kreisverwaltung in Winsen (Luhe)                                   | WL             | WL                  | WL                           |
| Kreisfreie Stadt Witten                                                               | WIT            | WIT                 | WIT                          |
| Landkreis Wittlage                                                                    | WTL            | WIG                 | WTL                          |
| Landkreis Wittlich                                                                    | WC             | WIL                 | WIL                          |
| Landkreis Wittmund                                                                    | WTM            | WIM                 | WTM                          |
| Landkreis Witzenhausen                                                                | WZH            | WIZ                 | WIZ                          |
| Landkreis Wolfach                                                                     | WFA            | WOL                 | WOL                          |
| Landkreis Wolfenbüttel                                                                | WF             | WF                  | WF                           |
| Landkreis Wolfhagen                                                                   | WFH            | WOH                 | WOH                          |
| Landkreis Wolfratshausen                                                              | WFR            | WOR                 | WOR                          |
| Kreisfreie Stadt Wolfsburg                                                            | -              | WOB                 | WOB                          |
| Landkreis Wolfstein                                                                   | WFS            | WOS                 | WOS                          |
| Kreisfreie Stadt und Landkreis Worms                                                  | WO             | WO                  | WO                           |
| Landkreis Wunsiedel                                                                   | WUN            | WUN                 | WUN                          |
| Kreisfreie Stadt Wuppertal                                                            | W              | W                   | W                            |
| Kreisfreie Stadt und Landkreis Würzburg                                               | WÜ             | WÜ                  | WÜ                           |
| Landkreis Zell                                                                        | ZL             | ZEL                 | ZEL                          |
| Landkreis Ziegenhain                                                                  | ZIE            | ZIG                 | ZIG                          |
| Kreisfreie Stadt und Landkreis Zweibrücken                                            | ZW             | ZW                  | ZW                           |

## Einzelheiten des 1956 eingeführten Systems

### Ausgewählte Unterscheidungszeichen
| Buchstaben | in beiden Listen | aus der zweiten Liste | aus der ersten Liste | in keiner Liste |
| ---------- | ---------------- | --------------------- | -------------------- | --------------- |
| A          | 020              | -                     | -                    | -               |
| B          | 028              | 009                   | 01                   | 03              |
| C          | 009              | 002                   | -                    | -               |
| D          | 013              | 006                   | 01                   | 01              |
| E          | 013              | 005                   | 02                   | -               |
| F          | 015              | -                     | -                    | 03              |
| G          | 015              | 010                   | -                    | 02              |
| H          | 023              | 011                   | -                    | 01              |
| I          | 004              | -                     | -                    | -               |
| J          | 002              | -                     | -                    | -               |
| K          | 016              | 009                   | -                    | -               |
| L          | 015              | 008                   | 01                   | 01              |
| M          | 020              | 010                   | 01                   | 02              |
| N          | 014              | 009                   | 01                   | -               |
| O          | 010              | 003                   | 01                   | 02              |
| P          | 009              | 003                   | -                    | -               |
| R          | 014              | 008                   | -                    | 01              |
| S          | 018              | 011                   | -                    | 11              |
| T          | 006              | 003                   | -                    | 01              |
| U          | 005              | 001                   | -                    | -               |
| V          | 003              | 004                   | 01                   | 01              |
| W          | 016              | 018                   | 05                   | 01              |
| Z          | 001              | 002                   | -                    | -               |
| zusammen   | 289              | 132                   | 14                   | 30              |

### Der Fall Stade
Wegen der Abkürzung SD für den Sicherheitsdienst des Reichsführers SS war der Landkreis Stade nicht bereit, dieses Unterscheidungszeichen zu akzeptieren. So vergab man ab dem 1. Juli 1956 widerrechtlich das Unterscheidungszeichen ST, bis kurzfristig entschieden wurde, dass der Landkreis STD für die Kennzeichen der in seinem Bezirk zugelassenen Fahrzeuge verwendet. Diese Kombination war allerdings für den Landkreis Stendal vorgesehen, der deshalb 1991 auf die Kennung SDL ausweichen musste. Dies war schon früh der erste Fall, dass ein Unterscheidungszeichen, das für einen Landkreis in der damaligen DDR vorgesehen war, für einen Landkreis in der damaligen Bundesrepublik vergeben wurde. Das ST wird seit 1975 für den damals neu gebildeten Kreis Steinfurt ausgegeben. In Zusammenhang mit der Kennzeichenliberalisierung sind hier auch andere Buchstaben möglich geworden.

### Eine kreisfreie Stadt und ein Landkreis, die es beide nicht mehr gab
Die Stadt Neustadt an der Weinstraße hieß früher Neustadt an der Haardt. Im Jahre 1936 erfolgte die erste Umbenennung. Allerdings wurde die Stadt 1945 wieder in Neustadt an der Haardt umbenannt. Schließlich fand 1950 die letzte Umbenennung statt. Seitdem hat die Stadt ihren heutigen Namen Neustadt an der Weinstraße. Der Landkreis führte diese Namensänderungen zeitgleich durch.
Als die ersten Vorschläge für die Unterscheidungszeichen im Rahmen der Einführung eines neuen Kennzeichensystems gemacht wurden, hießen die Stadt und der Landkreis Neustadt an der Haardt. Somit behielt man dieses ausgewählte Kürzel bei und wies es den seit sechs Jahren in Neustadt an der Weinstraße umbenannten Gebietskörperschaften zu, was natürlich im betroffenen Gebiet zu Unmut führte. Die Änderung konnte jedoch nicht so einfach vonstattengehen.
Man kam auf die Idee, möglichst schnell statt des NH nun NW als Unterscheidungszeichen festzulegen. Mit dem Kennzeichen NW waren jedoch schon die ersten Fahrzeuge im Landkreis Neuwied zugelassen. Somit musste dieser ein neues Unterscheidungszeichen erhalten, nämlich NR (für Neuwied am Rhein, obwohl der Flussname kein Namensbestandteil der Stadt oder des Landkreises war und ist).

### Cloppenburg, Wittlich
Mehrfach ist zu hören, bei der Einführung der Unterscheidungszeichen hätte der Landkreis Cloppenburg die Kennung CLO erhalten sollen. Erst nach heftiger Gegenwehr sei es den Politikern damals gelungen, dieses Ungemach von den Fahrzeugbesitzern im Landkreis abzuwenden. Als Unterscheidungszeichen sei nun CLP festgelegt worden. Die obige Liste widerspricht dieser Geschichte. Wahr ist allerdings, dass der Landkreis Wittlich WC als Kennung erhalten sollte und sich erfolgreich dagegen gewehrt hat.

## Erweiterung des Systems auf das Saarland 1957
Als am 1. Januar 1957 das Saarland der Bundesrepublik Deutschland beitrat, erhielten die Stadt und der Landkreis Saarbrücken das Unterscheidungszeichen SB. Weitere Unterscheidungszeichen waren HOM für den Landkreis Homburg, IGB für den Landkreis Sankt Ingbert, MZG für den Landkreis Merzig-Wadern, OTW für den Landkreis Ottweiler, SLS für den Landkreis Saarlouis und WND für den Landkreis Sankt Wendel.
Möglicherweise gab es in den Jahren 1950 und 1951 noch keine Überlegungen für eine Zuteilung von Unterscheidungszeichen an die Stadt Saarbrücken und die sechs Landkreise. Der damalige Siegkreis mit der Kreisstadt Siegburg musste das für ihn geplante SB an die kreisfreie Stadt und den Landkreis Saarbrücken abtreten.

## Erweiterung des Systems auf die neuen Bundesländer 1991
Nach der deutschen Wiedervereinigung am 3. Oktober 1990 war ein System der Kraftfahrzeugkennzeichen für das vereinte Deutschland zu finden. Im Gegensatz zum System der Postleitzahlen, wo die bisherigen vierstelligen west- und ostdeutschen Systeme 1993 von einem völlig neuen, gesamtdeutschen fünfstelligen System abgelöst wurden, entschied man sich bei den Kfz-Kennzeichen dazu, das 1956 in Westdeutschland eingeführte System beizubehalten und auf die neuen Bundesländer auszudehnen.
Neben der allgemeinen Tatsache, dass die Wiedervereinigung keine Fusion gleichberechtigter Partner, sondern ein Beitritt der DDR zur Bundesrepublik war, spielten für diese Entscheidung auch sachliche Gründe eine Rolle:
- Das westdeutsche System bezog sich auf kleinere geografische Einheiten als das ostdeutsche System. Im Westen waren die Landkreise und kreisfreien Städte die Zulassungsbehörden, das Kennzeichen erlaubte dadurch eine recht genaue geographische Zuordnung eines Fahrzeugs. In der DDR war auf den Kennzeichen nur der (räumlich wesentlich größere) Bezirk zu erkennen, was die lokale Zuordnung eines Fahrzeugs unmöglich machte. Eingeweihte konnten allerdings die Zulassungsstelle (Stadt- oder Landkreis) anhand der Buchstaben-Ziffern-Kombination erkennen.
- Die Kfz-Kennzeichen in Westdeutschland spielten eine – für amtliche Zulassungsgenehmigungen eher überraschend – bedeutende identitätsstiftende Rolle für die Bindung der Bürger an ihre Region. Diese von erheblichem Lokalpatriotismus geprägte Identifikation mit der Kennzeichenabkürzung spielte bereits bei den Gebietsreformen der 1970er Jahre eine große Rolle, wo bei der Zusammenlegung mehrerer Landkreise eifersüchtig darauf geachtet wurde, welcher Altkreis sein Kennzeichen für den neuen Großkreis durchsetzen konnte. In manchen Fällen diente die Weiterverwendung des Kennzeichens des einen Altkreises sogar als „Entschädigung“ für die Wahl der Kreisstadt des anderen Fusionspartners als Sitz der neuen Kreisverwaltung.[3] Die DDR-Kennzeichen waren auch in ihrer Buchstabenwahl weniger zur regionalen Identifikation geeignet, da sie sich nicht auf die Namen der Bezirke bezogen, sondern alphabetisch von Nord nach Süd vergeben waren.

Nach der Entscheidung zur Ausdehnung des westdeutschen Systems mussten für die ostdeutschen Kreise und Städte neue Abkürzungen gefunden werden. Die letztlich für die Verwaltungsgebiete in den neuen Ländern festgelegten Kennzeichen wurden ab dem 1. Januar 1991 ausgegeben.

## Synopse der Kennzeichenvorschläge für Ostdeutschland
Die folgende Liste zeigt die im Ostzonenverzeichnis vorgesehene Abkürzung, die Vorschläge vom Mai und Juli 1990 sowie die 1991 tatsächlich ausgegebenen Abkürzungen. Veränderungen in den Vorschlägen für einzelne Gebiete sind orange hinterlegt.
| Verwaltungsbezirk                                             | Vorschlag 1953 | Vorschlag Mai 1990 | Vorschlag Juli 1990 | zugewiesene Kennzeichen 1991 |
| ------------------------------------------------------------- | -------------- | ------------------ | ------------------- | ---------------------------- |
| Landkreis Altenburg                                           | AG             | ALT                | ABG                 | ABG                          |
| Landkreis Altentreptow                                        | -              | AT                 | AT                  | AT                           |
| Landkreis Angermünde                                          | ANG            | ANG                | ANG                 | ANG                          |
| Landkreis Anklam                                              | ANK            | ANK                | ANK                 | ANK                          |
| Landkreis Annaberg                                            | ANN            | ANA                | ANA                 | ANA                          |
| Landkreis Apolda                                              | APO            | AP                 | APD                 | APD                          |
| Landkreis Arnstadt                                            | AS             | ARN                | ARN                 | ARN                          |
| Landkreis Artern                                              | -              | ART                | ART                 | ART                          |
| Landkreis Aschersleben                                        | ASL            | ASL                | ASL                 | ASL                          |
| Landkreis Aue                                                 | AUE            | AU                 | AU                  | AU                           |
| Landkreis Auerbach                                            | AUB            | AE                 | AE                  | AE                           |
| Landkreis Bautzen                                             | BAU            | BZ                 | BZ                  | BZ                           |
| Landkreis Beeskow                                             | BES            | BSK                | BSK                 | BSK                          |
| Landkreis Belzig                                              | BEL            | BEL                | BEL                 | BEL                          |
| Landkreis Bernau                                              | BNA            | BER                | BER                 | BER                          |
| Landkreis Bernburg                                            | BNB            | BBG                | BBG                 | BBG                          |
| Landkreis Bischofswerda                                       | -              | BIW                | BIW                 | BIW                          |
| Landkreis Bitterfeld                                          | BTF            | BTF                | BTF                 | BTF                          |
| Landkreis Borna                                               | BRN            | BON                | BNA                 | BNA                          |
| Stadtkreis Brandenburg an der Havel und Landkreis Brandenburg | BY             | BRB                | BRB                 | BRB                          |
| Landkreis Brand-Erbisdorf                                     | -              | BED                | BED                 | BED                          |
| Landkreis Burg                                                | BUG            | BRG                | BRG                 | BRG                          |
| Landkreis Bützow                                              | -              | BÜZ                | BÜZ                 | BÜZ                          |
| Landkreis Calau                                               | -              | CA                 | CA                  | CA                           |
| Stadt- und Landkreis Chemnitz                                 | CH             | CH                 | C                   | C                            |
| Stadt- und Landkreis Cottbus                                  | CB             | CB                 | CB                  | CB                           |
| Landkreis Delitzsch                                           | DZS            | DZ                 | DZ                  | DZ                           |
| Landkreis Demmin                                              | DEM            | DM                 | DM                  | DM                           |
| Stadtkreis Dessau                                             | DE             | DE                 | DE                  | DE                           |
| Landkreis Dippoldiswalde                                      | DIP            | DW                 | DW                  | DW                           |
| Landkreis Bad Doberan                                         | -              | DBR                | DBR                 | DBR                          |
| Landkreis Döbeln                                              | DÖB            | DL                 | DL                  | DL                           |
| Stadt- und Landkreis Dresden                                  | DR             | DD                 | DD                  | DD                           |
| Landkreis Eberswalde                                          | EBW            | EW                 | EW                  | EW                           |
| Landkreis Eilenburg                                           | -              | EB                 | EB                  | EB                           |
| Landkreis Eisenach                                            | EI             | EA                 | ESN                 | ESA                          |
| Landkreis Eisenberg                                           | -              | EIS                | EIS                 | EIS                          |
| Stadt- und Landkreis Eisenhüttenstadt                         | -              | EH                 | EH                  | EH                           |
| Landkreis Eisleben                                            | ELB            | EIL                | EIL                 | EIL                          |
| Stadt- und Landkreis Erfurt                                   | EF             | EF                 | EF                  | EF                           |
| Landkreis Finsterwalde                                        | -              | FI                 | FI                  | FI                           |
| Landkreis Flöha                                               | FLÖ            | FLÖ                | FLÖ                 | FLÖ                          |
| Landkreis Forst                                               | FST            | FOR                | FOR                 | FOR                          |
| Stadtkreis Frankfurt/Oder                                     | FK             | FF                 | FF                  | FF                           |
| Landkreis Freiberg                                            | FRB            | FG                 | FG                  | FG                           |
| Landkreis Bad Freienwalde                                     | FWD            | FRW                | FRW                 | FRW                          |
| Landkreis Freital                                             | FRT            | FTL                | FTL                 | FTL                          |
| Landkreis Fürstenwalde                                        | -              | FW                 | FW                  | FW                           |
| Landkreis Gadebusch                                           | -              | GB                 | GDB                 | GDB                          |
| Landkreis Gardelegen                                          | GAR            | GA                 | GA                  | GA                           |
| Landkreis Geithain                                            | -              | GHA                | GHA                 | GHA                          |
| Landkreis Genthin                                             | -              | GNT                | GNT                 | GNT                          |
| Stadt- und Landkreis Gera                                     | GA             | G                  | G                   | G                            |
| Landkreis Glauchau                                            | GLC            | GC                 | GC                  | GC                           |
| Stadt- und Landkreis Görlitz                                  | G              | GR                 | GR                  | GR                           |
| Landkreis Gotha                                               | GT             | GTH                | GTH                 | GTH                          |
| Landkreis Gräfenhainichen                                     | -              | GHC                | GHC                 | GHC                          |
| Landkreis Gransee                                             | -              | GRN                | GRN                 | GRS                          |
| Hansestadt Greifswald                                         | GR             | GW                 | GW                  | HGW                          |
| Landkreis Greifswald                                          | GR             | GW                 | GW                  | GW                           |
| Landkreis Greiz                                               | GRZ            | GRZ                | GRZ                 | GRZ                          |
| Landkreis Grevesmühlen                                        | -              | GVM                | GVM                 | GVM                          |
| Landkreis Grimma                                              | GMA            | GRM                | GRM                 | GRM                          |
| Landkreis Grimmen                                             | GRM            | GMN                | GMN                 | GMN                          |
| Landkreis Großenhain                                          | GRO            | GRH                | GRH                 | GRH                          |
| Landkreis Guben                                               | GU             | GUB                | GUB                 | GUB                          |
| Landkreis Güstrow                                             | GÜS            | GÜ                 | GÜ                  | GÜ                           |
| Landkreis Hagenow                                             | HAG            | HGN                | HGN                 | HGN                          |
| Landkreis Hainichen                                           | -              | HC                 | HC                  | HC                           |
| Landkreis Halberstadt                                         | HBS            | HBS                | HBS                 | HBS                          |
| Landkreis Haldensleben                                        | HDL            | HDL                | HDL                 | HDL                          |
| Stadtkreis Halle-Neustadt                                     | -              | HNS                | -                   | -                            |
| Stadtkreis Halle (Saale)                                      | HS             | HAL                | HAL                 | HAL                          |
| Landkreis Havelberg                                           | -              | HV                 | HV                  | HV                           |
| Landkreis Heiligenstadt                                       | -              | HGS                | HIG                 | HIG                          |
| Landkreis Herzberg                                            | HZB            | HZ                 | HZ                  | HZ                           |
| Landkreis Hettstedt                                           | HET            | HET                | HET                 | HET                          |
| Landkreis Hildburghausen                                      | HBH            | HBH                | HBN                 | HBN                          |
| Landkreis Hohenmölsen                                         | -              | HHM                | HHM                 | HHM                          |
| Landkreis Hohenstein-Ernstthal                                | -              | HOT                | HOT                 | HOT                          |
| Landkreis Hoyerswerda                                         | HOY            | HY                 | HY                  | HY                           |
| Landkreis Ilmenau                                             | -              | IL                 | IL                  | IL                           |
| Stadt- und Landkreis Jena                                     | JE             | J                  | J                   | J                            |
| Landkreis Jessen                                              | -              | JE                 | JE                  | JE                           |
| Landkreis Jüterbog                                            | -              | JB                 | JB                  | JB                           |
| Landkreis Kamenz                                              | KAM            | KM                 | KM                  | KM                           |
| Landkreis Klingenthal (im Obervogtland)                       | -              | KLT                | KLT                 | OVL                          |
| Landkreis Klötze                                              | -              | KLZ                | KLZ                 | KLZ                          |
| Landkreis Königs Wusterhausen                                 | -              | KW                 | KW                  | KW                           |
| Landkreis Köthen                                              | KÖT            | KÖT                | KÖT                 | KÖT                          |
| Landkreis Kyritz                                              | KYR            | KY                 | KY                  | KY                           |
| Landkreis Langensalza                                         | LSZ            | LSZ                | LSZ                 | LSZ                          |
| Stadt- und Landkreis Leipzig                                  | L              | (L)                | L                   | L                            |
| Landkreis Bad Liebenwerda                                     | LIB            | LIB                | LIB                 | LIB                          |
| Landkreis Löbau                                               | LÖB            | LÖB                | LÖB                 | LÖB                          |
| Landkreis Lobenstein                                          | -              | LBS                | LBS                 | LBS                          |
| Landkreis Lübben                                              | LÜB            | LN                 | LN                  | LN                           |
| Landkreis Lübz                                                | -              | LBZ                | LBZ                 | LBZ                          |
| Landkreis Luckau                                              | LUK            | LC                 | LC                  | LC                           |
| Landkreis Luckenwalde                                         | LUW            | LUK                | LUK                 | LUK                          |
| Landkreis Ludwigslust                                         | LUL            | LWL                | LWL                 | LWL                          |
| Stadtkreis Magdeburg                                          | MD             | MD                 | MD                  | MD                           |
| Landkreis Malchin                                             | MLC            | MC                 | MC                  | MC                           |
| Landkreis Marienberg                                          | MBE            | MAB                | MAB                 | MAB                          |
| Landkreis Meiningen                                           | MNG            | MNG                | MNG                 | MGN                          |
| Landkreis Meißen                                              | MEI            | MEI                | MEI                 | MEI                          |
| Landkreis Merseburg                                           | MER            | MER                | MER                 | MER                          |
| Landkreis Mühlhausen                                          | ML             | ML                 | MHL                 | MHL                          |
| Landkreis Nauen                                               | NAU            | NAU                | NAU                 | NAU                          |
| Landkreis Naumburg                                            | NMB            | NMB                | NMB                 | NMB                          |
| Landkreis Nebra                                               | -              | NEB                | NEB                 | NEB                          |
| Stadt- und Landkreis Neubrandenburg                           | NBR            | NB                 | NB                  | NB                           |
| Landkreis Neuhaus                                             | -              | NH                 | NH                  | NH                           |
| Landkreis Neuruppin                                           | NRP            | NP                 | NP                  | NP                           |
| Landkreis Neustrelitz                                         | NS             | NZ                 | NZ                  | NZ                           |
| Landkreis Niesky                                              | NKY            | NY                 | NY                  | NY                           |
| Landkreis Nordhausen                                          | NDH            | NOS                | NDH                 | NDH                          |
| Landkreis Oelsnitz (im Obervogtland)                          | ÖTZ            | OLS                | OLS                 | OVL                          |
| Landkreis Oranienburg                                         | -              | OR                 | OR                  | OR                           |
| Landkreis Oschatz                                             | OSZ            | OZ                 | OZ                  | OZ                           |
| Landkreis Oschersleben                                        | OSL            | OC                 | OC                  | OC                           |
| Landkreis Osterburg                                           | -              | OST                | OST                 | OBG                          |
| Landkreis Parchim                                             | PCH            | PC                 | PCH                 | PCH                          |
| Landkreis Pasewalk                                            | -              | PW                 | PW                  | PW                           |
| Landkreis Perleberg                                           | PER            | PER                | PER                 | PER                          |
| Landkreis Pirna                                               | PN             | PIR                | PIR                 | PIR                          |
| Stadt- und Landkreis Plauen                                   | PL             | PL                 | PL                  | PL                           |
| Landkreis Pößneck                                             | -              | PN                 | PN                  | PN                           |
| Stadt- und Landkreis Potsdam                                  | PD             | P                  | P                   | P                            |
| Landkreis Prenzlau                                            | PRE            | PZ                 | PZ                  | PZ                           |
| Landkreis Pritzwalk                                           | -              | PK                 | PK                  | PK                           |
| Landkreis Quedlinburg                                         | QDB            | EDL                | EDL                 | QLB                          |
| Landkreis Querfurt                                            | QRF            | FUR                | FUR                 | QFT                          |
| Landkreis Rathenow                                            | RN             | RN                 | RN                  | RN                           |
| Landkreis Reichenbach                                         | -              | RC                 | RC                  | RC                           |
| Landkreis Ribnitz-Damgarten                                   | -              | RB                 | RDG                 | RDG                          |
| Landkreis Riesa                                               | -              | RIE                | RIE                 | RIE                          |
| Landkreis Röbel/Müritz                                        | -              | RM                 | RM                  | RM                           |
| Landkreis Rochlitz                                            | RLZ            | RL                 | RL                  | RL                           |
| Landkreis Roßlau                                              | -              | RSL                | RSL                 | RSL                          |
| Hansestadt Rostock                                            | RK             | ROS                | HRO                 | HRO                          |
| Landkreis Rostock                                             | RK             | ROS                | HRO                 | ROS                          |
| Landkreis Rudolstadt                                          | RDS            | RU                 | RU                  | RU                           |
| Landkreis Rügen                                               | RÜG            | RÜG                | RÜG                 | RÜG                          |
| Landkreis Saalfeld                                            | SAL            | SAL                | SLF                 | SLF                          |
| Saalkreis                                                     | HS             | SK                 | HAL                 | SK                           |
| Landkreis Bad Salzungen                                       | -              | SLZ                | SLZ                 | SLZ                          |
| Landkreis Salzwedel                                           | SZW            | SAW                | SAW                 | SAW                          |
| Landkreis Sangerhausen                                        | SGH            | SHS                | SHS                 | SGH                          |
| Landkreis Schleiz                                             | SLZ            | SCZ                | SCZ                 | SCZ                          |
| Landkreis Schmalkalden                                        | SMK            | SM                 | SM                  | SM                           |
| Landkreis Schmölln                                            | -              | SMÖ                | SLN                 | SLN                          |
| Landkreis Schönebeck                                          | SBC            | SBK                | SBK                 | SBK                          |
| Landkreis Schwarzenberg                                       | -              | SZB                | SZB                 | SZB                          |
| Stadtkreis Schwedt/Oder                                       | -              | SDT                | SDT                 | SDT                          |
| Stadt- und Landkreis Schwerin                                 | SN             | SN                 | SN                  | SN                           |
| Landkreis Sebnitz                                             | -              | SEB                | SEB                 | SEB                          |
| Landkreis Seelow                                              | SEE            | SEE                | SEE                 | SEE                          |
| Landkreis Senftenberg                                         | SEN            | SFB                | SFB                 | SFB                          |
| Landkreis Sömmerda                                            | -              | SÖM                | SÖM                 | SÖM                          |
| Landkreis Sondershausen                                       | SDH            | SDH                | SDH                 | SDH                          |
| Landkreis Sonneberg                                           | SON            | SON                | SON                 | SON                          |
| Landkreis Spremberg                                           | SPB            | SPB                | SPB                 | SPB                          |
| Landkreis Stadtroda                                           | SRO            | SRO                | SRO                 | SRO                          |
| Landkreis Staßfurt                                            | -              | SFT                | SFT                 | SFT                          |
| Landkreis Stendal                                             | STD            | SDL                | SDL                 | SDL                          |
| Landkreis Sternberg                                           | -              | STB                | STB                 | STB                          |
| Landkreis Stollberg                                           | -              | STL                | STL                 | STL                          |
| Hansestadt Stralsund und Landkreis Stralsund                  | STR            | STR                | HST                 | HST                          |
| Landkreis Strasburg                                           | -              | SBG                | SBG                 | SBG                          |
| Landkreis Strausberg                                          | -              | SRB                | SRB                 | SRB                          |
| Stadt- und Landkreis Suhl                                     | SUH            | SHL                | SHL                 | SHL                          |
| Landkreis Templin                                             | TEM            | TP                 | TP                  | TP                           |
| Landkreis Teterow                                             | -              | TW                 | TW                  | TET                          |
| Landkreis Torgau                                              | TOR            | TG                 | TG                  | TG                           |
| Landkreis Ueckermünde                                         | UEC            | ÜM                 | UEM                 | UEM                          |
| Landkreis Wanzleben                                           | WZL            | WZL                | WZL                 | WZL                          |
| Landkreis Waren                                               | WRN            | WRN                | WRN                 | WRN                          |
| Stadt- und Landkreis Weimar                                   | WE             | WE                 | WE                  | WE                           |
| Landkreis Weißenfels                                          | WSF            | WSF                | WSF                 | WSF                          |
| Landkreis Weißwasser                                          | -              | WSW                | WSW                 | WSW                          |
| Landkreis Werdau                                              | -              | WDA                | WDA                 | WDA                          |
| Landkreis Wernigerode                                         | WNI            | WR                 | WR                  | WR                           |
| Hansestadt Wismar                                             | WSM            | WIS                | HWI                 | HWI                          |
| Landkreis Wismar                                              | WSM            | WIS                | HWI                 | WIS                          |
| Landkreis Wittenberg                                          | WTB            | WB                 | WB                  | WB                           |
| Landkreis Wittstock                                           | -              | WK                 | WK                  | WK                           |
| Landkreis Wolgast                                             | -              | WLG                | WLG                 | WLG                          |
| Landkreis Wolmirstedt                                         | WMS            | WMS                | WMS                 | WMS                          |
| Landkreis Worbis                                              | -              | WBS                | WBS                 | WBS                          |
| Landkreis Wurzen                                              | -              | WUR                | WUR                 | WUR                          |
| Landkreis Zeitz                                               | ZTZ            | ZZ                 | ZZ                  | ZZ                           |
| Landkreis Zerbst                                              | ZER            | ZE                 | ZE                  | ZE                           |
| Landkreis Zeulenroda                                          | -              | ZR                 | ZR                  | ZR                           |
| Landkreis Zittau                                              | ZIT            | ZI                 | ZI                  | ZI                           |
| Landkreis Zossen                                              | -              | ZS                 | ZS                  | ZS                           |
| Landkreis Zschopau                                            | -              | ZP                 | ZP                  | ZP                           |
| Stadt- und Landkreis Zwickau                                  | ZK             | ZU                 | ZU                  | Z                            |

## Einzelheiten der Erweiterung von 1991

### Ausgewählte Unterscheidungszeichen
| Buchstaben | aus allen Listen | aus der zweiten und dritten Liste | aus der dritten Liste | aus der zweiten Liste | aus der ersten Liste | in keiner Liste |
| ---------- | ---------------- | --------------------------------- | --------------------- | --------------------- | -------------------- | --------------- |
| A          | 03               | 006                               | 02                    | -                     | -                    | -               |
| B          | 02               | 009                               | 01                    | -                     | -                    | -               |
| C          | 01               | 001                               | 01                    | -                     | -                    | -               |
| D          | 01               | 006                               | -                     | -                     | -                    | -               |
| E          | 01               | 005                               | -                     | -                     | -                    | 01              |
| F          | 01               | 007                               | -                     | -                     | -                    | -               |
| G          | 01               | 016                               | -                     | -                     | -                    | 01              |
| H          | 03               | 008                               | 05                    | -                     | -                    | 01              |
| I          | -                | 001                               | -                     | -                     | -                    | -               |
| J          | -                | 003                               | -                     | -                     | -                    | -               |
| K          | 01               | 004                               | -                     | -                     | -                    | 01              |
| L          | 04               | 006                               | -                     | -                     | -                    | -               |
| M          | 03               | 002                               | 01                    | -                     | -                    | 01              |
| N          | 02               | 006                               | 01                    | -                     | 1                    | -               |
| O          | -                | 003                               | -                     | -                     | -                    | 02              |
| P          | 02               | 006                               | 01                    | -                     | 1                    | -               |
| Q          | -                | -                                 | -                     | -                     | -                    | 02              |
| R          | 02               | 005                               | 01                    | 1                     | -                    | -               |
| S          | 06               | 017                               | 02                    | 1                     | 1                    | -               |
| T          | -                | 002                               | -                     | -                     | -                    | 01              |
| U          | -                | -                                 | 001                   | -                     | -                    | -               |
| W          | 05               | 008                               | -                     | 1                     | -                    | -               |
| Z          | -                | 006                               | -                     | -                     | -                    | 01              |
| zusammen   | 38               | 127                               | 15                    | 3                     | 2                    | 11              |

Anmerkung: Bei den Anfangsbuchstaben N und P gibt es zusammen zwei Unterscheidungszeichen – nämlich NDH und PCH –, die in der ersten und der dritten Liste stehen. Bei der Gesamtzahl wurde jeweils nur eines der beiden Unterscheidungszeichen berücksichtigt, um Doppeltzählungen zu vermeiden.